# Persida Nenadović
Persida Nenadović, född 1813, död 1873, var furstinna av Serbien, gift 1830 med Alexander Karađorđević. Hon var dotter till vojvoden Jevrem Nenadović och Jovanka Milovanović. Persida blev Serbiens furstinna då maken år 1842 valdes till monark. Efter makens abdikation 1858 bosatte sig paret i Timișoara.